# Château de Schweckhausen
Le château de Schweckhausen (Schloss Schweckhausen) est un Wasserburg (château entouré d'eau) situé en Allemagne à l'est de Schweckhausen, village de Rhénanie-du-Nord-Westphalie dépendant de la municipalité de Willebadessen dans l'arrondissement de Höxter. Le château est classé aux monuments historiques.

## Historique

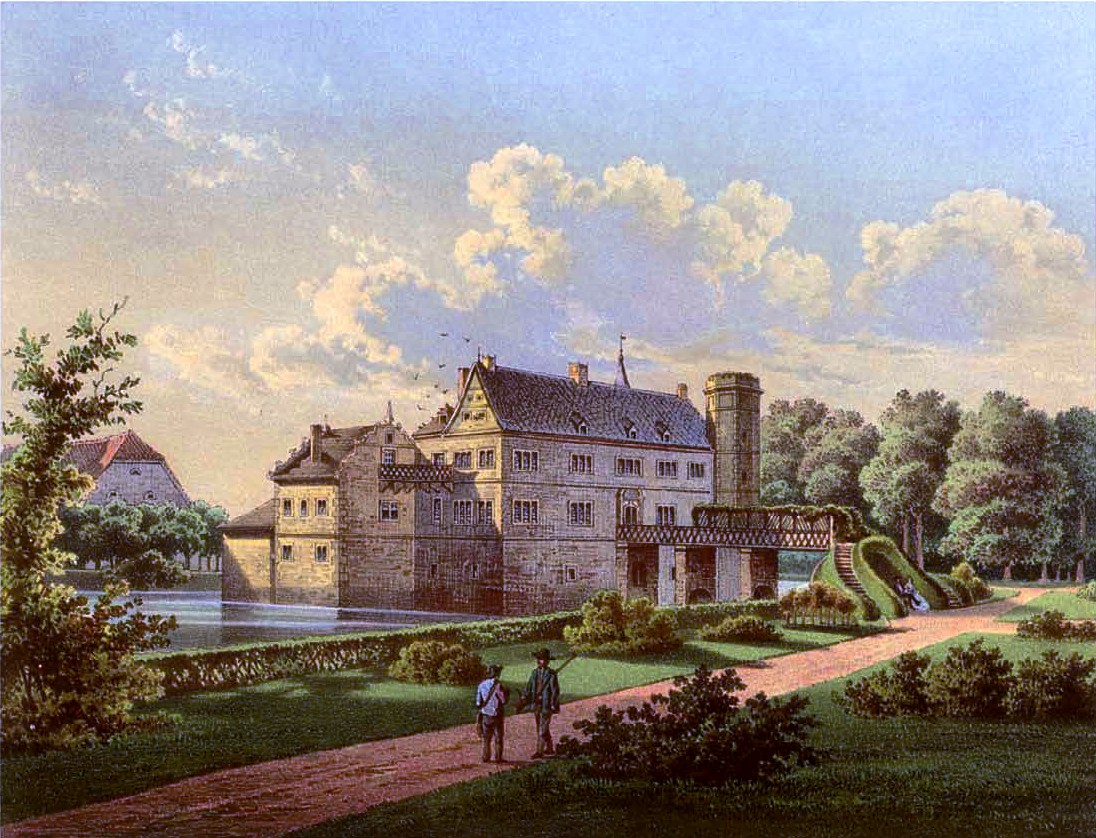
Façade donnant sur le jardin, vers 1860 (collection Duncker).

Le domaine appartient depuis le XIVe siècle aux seigneurs de Spiegel. L'ensemble en forme de fer à cheval est construit en pierre de taille, entouré de douves. Il est bâti à l'emplacement d'un ancien monastère bénédictin. La maison seigneuriale de deux étages avec un toit en bâtière se dresse sur de hautes caves. La tour d'escalier, côté cour, est octogonale et porte la date de 1581, époque de Johann von Spiegel, maréchal héréditaire de l'abbaye de Paderborn, qui avait donné le domaine en 1577 à l'un de ses fils, Raban. Le pignon à colombages et la corniche d'avant-toit sont décorés de rebords avec des motifs sculptés. Les côtés sont éclairés de fenêtres à meneaux
Le fronton sous le toit mansardé date du milieu du XVIIIe siècle. Le portail donnant sur le jardin date de la même époque. Les pièces de réception du rez-de-chaussée sont en partie ornées de stucs du XVIIIe siècle. Le cabinet d'angle est décoré de motifs chinois. 
L'aile sud, appelée « aile de la chapelle » date du XVIIe siècle avec un pignon à volutes. La chapelle passe au culte protestant en 1613. L'aile est aménagée en pièces d'habitation au troisième quart du XIXe siècle. 
Une aile sans étage supérieur s'étend au nord. Elle date du XVIIIe siècle. On y a aménagé une chapelle et des écuries. La haute tour d'angle comprend une plate-forme de surveillance et des merlons datant du milieu du XIXe siècle. Les deux pavillons à colombages et porche ouvert se trouvent en face de la remise et ont été érigés en 1780. Ils servaient pour le charron et le forgeron. Le pont date des années 1830, lorsque le parc a été réaménagé en parc paysager.
Le château passe à la famille des ducs de Croÿ au milieu du XIXe siècle. L'intérieur ne se visite pas.

## Source de la traduction
- (de) Cet article est partiellement ou en totalité issu de l’article de Wikipédia en allemand intitulé « Schloss Schweckhausen » (voir la liste des auteurs).